# سوتلوزیورسکویه
سوتلوزیورسکویه (به لاتین: Svetloozyorskoye) یک منطقهٔ مسکونی در روسیه است که در سرزمین آلتای واقع شده‌است.